# Angelo Ruggiero
Angelo "Quack Quack" Ruggiero Sr. (pronunciación en italiano: /ˈandʒelo rudˈdʒɛːro/; 29 de julio de 1940 – 4 de diciembre de 1989) fue un mafioso estadounidense. Fue miembro de la familia criminal Gambino y amigo de John Gotti. Una vez que Gotti se convirtió en el jefe de la familia nombró a Ruggiero como caporegime. Aunque mostraba poca capacidad de organización y de generar ingresos, cualquiera que cuestionara su presencia en la alta jerarquía de la familia lo hacía corriendo peligro; el FBI señala que Ruggiero era un psicópata impredecible no susceptible de tácticas de confrontación. Mientras que Gotti estuvo preso esperando un juicio que finalmente ganó, Ruggiero sirvió como su contacto con la familia criminal hasta que el impulsivo capo hizo que lo arrestaran junto a Gotti por pelear e insultar a un juez durante una audiencia. Este error le hizo perder cualquier posibilidad de convertirse en el subjefe de Gotti.

## Raíces mafiosas familiares
El padre de Ruggiero fue un inmigrante de primera generación proveniente de Nápoles, Italia quien no estaba involucrado en el crimen organizado. La madre de Ruggiero fue Emma Campasano. Sus hermanos fueron los asociados Gambino Salvatore Ruggiero Sr., John Ruggiero (nacido el 9 de junio de 1946), y Francis A. "Little Frankie" Ruggiero (nacido en 1964). El sobrino de Ruggiero es el asociado de la mafia Salvatore Ruggiero Jr.  Los primos de Ruggiero incluyeron al subjefe Gambino Aniello Dellacroce, y a Sean y Shannon Connelly. Ruggiero también fue un pariente lejano de John Gotti, a través de la amante que tanto Gotti y Dellacroce compartían, Shannon Connelly.

## Primeros años
Angelo Salvatore Ruggiero Sr. nació en el Hospital Luterano de la Universidad de Nueva York y creció en el barrio de East New York en Brooklyn. Tras abandonar la escuela, Ruggiero creció junto al futuro jefe Gambino John Gotti y al subjefe Sammy Gravano. En los años 1950, Ruggiero fue arrestado por pelear en la calle, intoxicación pública, robo de autos, apuestas, posesión ilegal de un arma de fuego y robo de casas. Varios de sus arrestos como un delincuente juvenil fueron junto a John Gotti. En 1966, Ruggiero y Gotti fueron arrestados por intentar robar un camión mezclador de cemento.
El 22 de mayo de 1973, Ruggiero, Gotti, y un pistolero de la familia Gambino, Ralph Galione, mataron al mafioso James McBratney en un bar de Staten Island. McBratney había recientemente tratado de secuestrar a un usurero Gambino para pedir rescate y el liderazgo de la familia lo quería muerto. El plan era engañar a McBratney para que salga del bar antes de dispararle, pero McBratney se negó a cooperar por lo que le dispararon dentro del establecimiento. Gotti y Ruggiero fueron luego declarados culpables de homicidio y enviados a prisión. En julio de 1977, ambos fueron liberados bajo palabra. Poco después, Ruggiero y Gotti fueron introducidos a la familia Gambino como made men en una ceremonia oficiada por el jefe de la familia Paul Castellano, consigliere Joseph N. Gallo, y el subjefe Dellacroce. Las fuerzas de la ley sugieren que el rol de Dellacroce como subjefe y su cariño por John Gotti y su sobrino fueron las razones por las que fueron promovidos. 
Entre 1977 y 1984, para cumplir con las condiciones de su libertad bajo palabra, Ruggiero tomó un trabajo fantasma como un vendedor para la empresa Arc Plumbing and Heating Corporation, que era propiedad de los asociados Gambino Anthony y Caesar Gurino. Luego de que su hermano Salvatore se convirtiera en un fugitivo buscado por la justicia, Ruggiero y Gene Gotti se mantuvieron en contacto llamándo a Salvatore "casi cada noche desde varias cabinas telefónicas."

## Asesinatos de McBratney y Castellano
Ruggiero estuvo involucrado en el asesinato de 1973 de James McBratney, junto a Gotti y Ralph Galione. Ruggiero también participó en el asesinato de 1985 del líder de la familia Gambino Paul Castellano. Finalmente, Ruggiero era sospechoso en la desaparición de 1980 de John Favara, un vecino de Gotti que había matado al hijo de 12 años de éste, Frank, en un accidente automovilístico. 
Ruggiero fue luego el sujeto de una investigación encubierta del gobierno. El mafioso que se volvió informante, Wilfred Johnson, proveyó a los investigadores con el croquis de la casa de Ruggiero de tal forma que ellos pudieron instalar cuatro micrófonos y grabar conversaciones. Los investigadores monitorearon las actividades de Ruggiero en narcóticos.  Luego grabaron conversaciones entre Ruggiero y Gene Gotti que implicaban a ambos en el asesinato de Castellano.

## Ruggiero y Dellacroce
El tío de Ruggiero, Aniello Dellacroce, era un partidario original del antiguo jefe Albert Anastasia y se convirtió en subjefe bajo el control de Carlo Gambino. Antes de que Gambino muriera, nombró a Paul Castellano como jefe y Dellacroce se mantuvo como subjefe. A pesar de que Dellacroce estaba descontento con la decisión de Gambino, apoyó a Castellano en nombre de la unidad de la familia.
Aunque Dellacroce ayudó a Ruggiero durante sus primeros años con la familia, muchos observadores sentían que era mucho más cercano a Gotti. La relación de Dellacroce con Ruggiero fue probada cuando Peter Tambone, un asociado de Ruggiero, fue arrestado por narcotráfico. Dellacroce fue claro al señalar que mataría a Ruggiero, Gotti, o cualquier otro si lo descubría negociando narcóticos. Para salvar la vida de Tambone, Ruggiero le instruyó que dijera que nunca estuvo involucrado con la heroína sino que sólo lavaba el dinero.
Sammy Gravano dijo luego:

Yo no creo que si (Dellacroce) viviera, hubiera dejado que asesinen a Angelo. Probablemente lo habría protegido en algún lugar y habría calmado a Paul así. Si dejaba que Paul lo matara, hubiera habido una guerra. Creo que sintió que Paul es el jefe y que había que decirle, esta es la verdad, esto es lo que pasó, acá estan las cintas. Luego, si Paul seguía y decía "Bueno, lo quiero muerto", Neil habría peleado con uñas y dientes para salvarlo. Y si no podía, quien sabe lo que hubiera pasado.

Gravano luego afirmó:

Yo no creo que John (Gotti) le importara Angelo o las cintas. Yo creo que estaba buscando crear una situación para capitalizar nuestras quejas contra Paul. Había tensión entre Aniello Dellacroce y sus partidarios y Paul Castellano, y Frank DeCicco gozaba de su respeto mutuo. Pero cuando Ruggiero trató de convencer a DeCicco que Dellacroce tenía verdaderas disputas con Castellano, no le creyó. Para la molestia de Ruggiero, DeCicco dijo que hasta donde él sabía, su tío era un jefe leal a Paul Castellano. Angelo escucharía al protegido de su tío y amigo de infancia, John Gotti, insultar a Dellacroce sobre su "tontería de La Cosa Nostra".

Cuando Dellacroce estaba muriendo, Ruggiero era un visitante constante a su lecho hasta su muerte el 2 de diciembre de 1985.

## Ruggiero y Castellano
Luego del diagnóstico de cáncer terminal de su tío, Paul Castellano emitió una aún mayor prohibición sobre el negocio con drogas, señalando que cualquier miembro de la familia introducido luego de 1962 estaba estrictamente prohibido de cualquier involucramiento con narcóticos bajo pena de muerte. Luego presionó a la Comisión para que estableciera una prohibición par atoda la Mafia que también llevara una pena de muerte. Este nueve edicto apuntaba directamente hacia John Gotti, Ruggiero, y Dellacroce, de quien Castellano empezó a sospechar de que estaba secretamente apoyando - y obteniendo ganancias - a la operación de narcóticos de John Gotti. Castellano esperó que estas y algunas otras movidas políticas en la familia criminal rompería el repentino y ambicioso ascenso de Ruggiero y Gotti. 
Ruggiero frecuentemente se quejaba sobre el poco dinero que hacía con sus actividades criminales. Las autoridades luego comentaban que, juzgando por las apariencias, tanto Ruggiero como Gotti parecían muy despreocupados por las consecuencias de las grabaciones que se estaban haciendo en el Ravenite Social Club, así como de una citación de un gran jurado para Ruggiero, John Gotti, y otros diez habituales del Ravenite para tocar ciertos aspectos del crimen organizado.
El capo de la familia criminal Gambino John Carneglia frecuentemente se quejaba de Ruggiero con sus compañeros delincuentes señalando "marca siete números cualquiera, hay un 50% de probabilidades de que Angelo responda el teléfono". Algunos domingos, Ruggiero manejaba a la casa de CAstellano en Todt Hill, para reportarle sobre las actividades de la pandilla Bergin y las ganancias que podía esperar de las operaciones de secuestro y apuestas. En casa, Ruggiero se quejaría sobre los modales prepotentes de Castellano. Se burlaba de que Castellano tomaba leche y decía que era un "mariquita". Menospreciaba a los hijos de Castellano, que dirigían "Dial Poultry" como "los polleros" y decía del grupo de consejeros que Castellano tenía alrededor que era "el club judío". Se refería a Thomas Gambino, quien supervisaba los intereses de la familia en el centro de la moda como un "modista marica". También dijo que las veces que Castellano y Bilotti pasaban las noches juntos en la casa del primero se estaban "masturbando".
El 16 de diciembre de 1985, sólo dos semanas luego de la muerte de Dellacroce, Castellano y su nuevo subjefe Thomas Bilotti fueron asesinados a las afueras del Sparks Steak House en Manhattan. John Gotti asumió el rol de jefe de la familia Gambino.

## Ruggiero y los Gotti
Dada la nueva posición de John Gotti como jefe de la familia Gambino en 1985, Gotti no se ocupó de los detalles de las órdenes de asesinato y delegó ese trabajo en Ruggiero.
Ruggiero frecuentemente insultaba a Gotti a sus espaldas, lo que fue grabado en las cintas del FBI. Consideraba a Gotti un "enfermo hijo de puta" cuya "maldita boca va a una milla por minuto". También se quejaba de que Gotti siempre estaba "abusando" y "hablando de la gente", y que estaba "equivocado en muchas cosas". Aun así, hablaba de amar a Gotti de quien decía que era como su hermano.
Ruggiero era considerado el mayor potenciador del ego de John Gotti entre sus asociados cercanos, a pesar de todo lo que decía a sus espaldas. Luego se convirtió en una figura paternal para John Gotti Jr., quien lo consideraba un "tío" aunque no estaban emparentados. 
Aunque las familias Ruggiero y Gotti tenían vínculos cercanos y de larga data, cuando Peter Gotti y Gotti Jr. fueron promovidos a jefe de la familia criminal Gambino, el hijo de Ruggiero, Angelo Ruggiero Jr., y su sobrino, Salvatore Ruggiero Jr., no fueron promovidos a los rangos de made men, como hizo el tío de Ruggiero - Dellacroce - para el padre de Junio, John Gotti. Esto se podría deber a los problemas legales que Angelo Ruggiero Sr. trajo tanto a John Gotti como a la familia Gambino luego de que su casa fuera sembrada con micrófonos por parte del FBI y el Departamento de Justicia. 

## Relación con Wilfred Johnson
Por razones que nunca quedaron claras, el asociado de la mafia Wilfred Johnson odiaba a Ruggiero. De todos los miembros de la pandilla Bergin, él parecía más decidido como informante en herer a Ruggiero, a quien se refería como "ese puto gordo". Sin embargo Johnson no incluy´po en concreto a John Gotti en su discusión sobre la operación de narcóticos de Bergin, insistiendo ante el FBI de que no conocía sobre ese tema. El FBI sospechaba que mentía, sin embargo Johnson les proveyó con un croquis preciso del interior de la casa de Ruggiero en Cedarhurst, Nueva York, acompañado de recomendaciones sobre los mejores luegares para poner un micrófono. Cuando el micrófono fue instalado en 1982, el FBI tuvo acceso a lo que es considerado hoy por varias agencias policiales como una de las más importantes historias orales jamás grabadas en el progreso de una conspiración criminal. 
Ruggiero luego ayudó a asesinar al soldado Gambino Anthony Plate, junto a John Gotti y Wilfred Johnson, para tu sí Dellacroce en Fort Lauderdale, Florida.

## The tapes
Citando a Wilfred Johnson, James Cardinali, Mark Reiter, y George Yudzevich, informantes del FBI, la "escuadra Gambino" del FBI en Queens, Nueva York, recibió permiso del Departamento de Justicia en Washington D. C., para buscar una orden de intervenir el teléfono de la casa de Ruggiero, la misma que les fue otorgada el 9 de noviembre de 1981. Ellos estaban investigando la usura y las apuestas ilegales, pero pronto centraron su atención en el tráfico de heroína. El teléfono intervenido en la casa de Ruggiero fue registrado con el nombre de su hija Princess Ruggiero. Fue señalado porque él le había contado a los informantes de que era "seguro". Ellos dijeron que Ruggiero, sólo unos pocos meses después, estaba discutiendo abiertamente por teléfono los temas de usura y apuesta que operaban él, John Gotti, y Gene Gotti.
En su pedido inicial para intervenir el teléfono, el FBI registró a Peter Gotti y Richard Gotti como cobradores de los préstamos usureros, y señalaron que Ruggiero era un "conocido asesino que podría, sin duda, utilizar violencia retribución física y posiblemente un asesinato para amedrentar a una víctima que no pudiera pagar sus deudas". De alguna manera, Ruggiero supo que los agentes lo estaban escudhando y se escondió. as loanshark collectors, and stated that Ruggiero was a "known murderer who would, without question, seek physical retribution and possibly murder a shylock victim who is unable to pay his debts." Somehow Ruggiero found out that agents had been listening to him and went into hiding. La declaración provocó el pánico y la decepción dentro de la facción Dellacroce–Gotti y los leales a Paul Castellano en la familia criminal Gambino cuyo jefe titular había impuesto pena de muerte para los miembros de la familia que se dedicaran al tráfico de drogas.
De alguna manera, a finales de junio de 1985, la escuadra Bergin finamente demostró que podría obtener información precisa. Ruggiero obtuvo una versión empastada de las últimas declaraciones sobre la vigilancia electrónica realizada sobre él. Las notas le decían que el agente del FBI John Conroy no era todo lo que se creía y que el abogado Michael Coiro no estaba conectado al Distrito Este como él imaginaba. De manera crítica, los documentos de trabajo del FBI confirmaron la profundidad de la investigación y el hecho de que se apoyó en la instalación de tres micrófonos en la casa de Ruggiero. Las fuentes dijeron que Ruggiero se llevó un susto de muerte porque había estado mintiendo sistemáticamente a Paul Castellano y a su tío Aniello Dellacroce en la medida en que les había dicho constantemente que no había estado traficando con drogas por su cuenta, sino que se limitaba a limpiar los cabos sueltos de la operación de narcotráfico de su hermano Salvatore.
El 1 de diciembre de 1984, la intervención telefónica sobre Ruggiero fue retirada porque este se mudó de Howard Beach, Queens a Cedarhurst, Nueva York, a una casa que estaba reformando. Ruggiero dijo a los informadores que era una buena mudanza para él y que el FBI no sabría dónde vivía. De hecho, los registros escritos del Our Friends Social Club habían revelado varias llamadas a su casa de Cedarhurst, y los agentes del FBI estaban vigilando el día en que Ruggiero se mudó. Los agentes habían aumentado la vigilancia física de Ruggiero y John Gotti, sospechando que podrían estar traficando con drogas. A pesar del creciente malestar de Ruggiero y de sus esfuerzos por discutir los asuntos en clave, las pruebas del tráfico de narcóticos empezaron a crecer a su alrededor sobre todo a partir de sus conversaciones telefónicas grabadas con los narcotraficantes Alphonse Sisca y Arnold Squitieri.
El 17 de abril de 1984, Ruggiero se reunió con Jack Conroy. Conroy era un socio que dijo que tenía una fuente que trabajaba en la compañía telefónica, a la que se avisa cuando se intervienen legalmente los teléfonos, y que podía averiguar quién autorizaba las escuchas. Una semana más tarde, le dijo a Ruggiero que esto costaría entre 800 a 1.000 dólares para su fuente de la compañía telefónica y 200 dólares para su socio y para él. Ruggiero aceptó. 
A los pocos días, Conroy entregó una factura. Dijo que las escuchas eran legales debido a una orden del tribunal federal del 18 de marzo en el Distrito Sur de Nueva York, cuya jurisdicción es Manhattan y el Bronx. Esta invención hizo que Ruggiero especulara con que sólo estaba involucrado de forma periférica en una investigación dirigida a otra persona. Sin embargo, por si acaso, le dijo a Conroy, que acababa de sacarle 1.000 dólares, que le conseguiría otros números de teléfono para que los comprobara. Conroy era, en realidad, un agente encubierto del FBI que se hacía pasar por reparador telefónico.
En el momento en que se preparaban las acusaciones, Ruggiero parecía no estar preocupado por el resultado del juicio. Se gastó 40.000 dólares en la remodelación de su casa en Cedarhurst y se le oyó decir que "los micrófonos de esta casa eran una chorrada, y no va a pasar nada". Su confianza pareció ridícula más tarde, incluso para sus cómplices.
Después de que Castellano fuera detenido por chantaje y otros delitos, se enteró por primera vez de que su casa había sido intervenida por el FBI, y que las cintas de Ruggiero eran la base legal para ello. Castellano acudió al tío de Ruggiero, Aniello Dellacroce, y le exigió que le éste entregara las cintas. Dellacroce trató de apaciguar a Castellano, diciendo que había muchos momentos personalmente embarazosos en las cintas que Ruggiero no quería que nadie escuchara. Dijo que quería las cintas no para justificar su asesinato, sino para sus abogados, que intentaban suprimir la introducción de sus propias cintas en el próximo Juicio de la Comisión de la Mafia. En las sesiones posteriores entre Ruggiero, Gotti y Dellacroce, Ruggiero se mantuvo firme en su decisión de no entregar las cintas. Acusó a su tío de traición por haber pensado en ello. Dijo a sus abogados que los mataría si entregaban las cintas.
Sammy Gravano declaró: "No supe hasta más tarde que el micrófono puesto en su casa dio al gobierno el visto bueno, el argumento legal, para poner micrófonos en la casa de Paul (Paul Castellano). Fue la bocaza de Angie. Quiero decir, le han grabado en todo el puto lugar. Sus cintas, la cinta con Gerry Lang (Gennaro Langella) y Donnie Shacks (Dominick Martomorano). Lo que sea y Angie está en la cinta. Y siempre hablando de cosas que no debería mencionar a nadie. Nos enteramos de las cintas de Angie cuando fue arrestado. Y eventualmente se convertirían en un maldito problema mayor. En última instancia, la gente diría que estas cintas y lo que había en ellas probablemente llevó a la caída de Paul. Pero lo que realmente condujo a ella fue también un montón de cosas que estaba haciendo que la gente en la familia estaban en contra, y cuando llegó el momento, cuando se trataba de la grabación, esto fue por lo que yo y Frank DeCicco y los otros chicos fueron junto con él. En ese momento, sin embargo, las cintas de Angie no tenían nada que ver conmigo. Nunca estuve en la casa de Angie. No estoy en ninguna de sus cintas de ninguna manera, forma o manera. Todo eso era problema de Angie. El problema era de John Gotti. Y de Paul."

## El asesinato de DiBernardo y el intento de asesinato de Casso
En junio de 1986, Ruggiero organizó con éxito el asesinato del capo de la familia criminal Gambino, Robert DiBernardo. Ruggiero comenzó a hablar de forma subversiva sobre DiBernardo. Sammy Gravano dijo más tarde,

Le dije a Angie que si DiB decía algo, no significaba nada. Sólo hablaba. DiB no era peligroso. Le pedí a Angie que se comunicara con John [en la cárcel] y viera si podíamos retrasar esto, y cuando John saliera, lo discutiríamos. Era algo que podíamos retrasar. Pero Angie respondió inmediatamente que había que hacerlo. John estaba furioso. El hermano de John, Genie, y el equipo de Genie harían el golpe en la casa de la madre de uno de los soldados. Debía llevar a DiB allí para una reunión, y quien estuviera sentado detrás de DiB le dispararía. Pero la casa no estaba disponible. Angie volvió a mí. Dijo que John estaba muy caliente. Quería que se hiciera bien, quería que se hiciera bien, y quería que yo lo hiciera. No sabía qué le decía Angie a John sobre mis reservas. Sabía que Angie había recibido 250.000 dólares por ese golpe. Me imagino que esto podría haber jugado un papel en todo. Pero no sé si John lo sabía. Tal vez John tenía otros motivos, algún resentimiento oculto en el pasado. A Frankie (Frank DeCicco) y a mí nos costó mucho conseguir que John elevara a DiB a capitán después de que Paul (Paul Castellano) recibiera el golpe. Pero nunca cuestioné que él diera la orden.

Tras el fallido asesinato del mafioso de la familia criminal Lucchese, Anthony Casso, que era "soldado" en ese momento, Casso llamó abiertamente "idiota" a Ruggiero. Insultado, Ruggiero decidió mandar a asesinar a Casso, tarea encomendada a Michael Paradiso, uno de los más antiguos amigos de John Gotti. Paradiso, a su vez, asignó la tarea a tres matones, entre ellos un matón de Staten Island llamado James Hydell, sobrino del capo de la familia criminal Gambino Daniel Marino. Hydell disparó cinco veces a Casso, pero no logró matarlo, un error que resultó costoso: secuestrado por Stephen Caracappa y Louis Eppolito, Hydell fue horriblemente torturado por Anthony Casso durante doce horas y luego asesinado. Todo como advertencia a Ruggiero.
El incidente hizo tambalear aún más la fe de Gotti en las habilidades de Ruggiero como capo, y creó un importante problema de gestión: como jefe de la familia, Gotti estaba siendo introducido en las grandes riquezas de los chanchullos de alto nivel, que requerían capitanes con cierta inteligencia y sentido de los negocios que pudieran ayudarle a dirigir la organización. Ruggiero demostró no tener ninguno de estos atributos. Tras el intento de fusilamiento de Anthony Casso, John Gotti Jr. declaró posteriormente que Ruggiero fue puesto en la "estantería" por haber ordenado el ataque. A pesar de las órdenes de su padre, John Jr. continuó su amistad con el viejo amigo de su padre y hablaba con él regularmente.

## Muerte de Salvatore
Después de que Ruggiero fuera notificado de la muerte de su hermano, Salvatore en un accidente de avión, él, junto con Gene Gotti y John Carneglia, se dirigieron al escondite de Salvatore en Franklin Lakes, Nueva Jersey, en busca de un cargamento de heroína y dinero en efectivo. Sin embargo, unos meses antes, con la esperanza de alcanzar a su escurridizo hermano y obtener pruebas para acusar a John Gotti, la Brigada Gambino del FBI había puesto micrófonos en la casa de Ruggiero. No sólo se intervinieron las líneas telefónicas, sino que se colocaron micrófonos en la cocina, el estudio y el comedor. Los agentes federales pudieron grabar al abogado de Ruggiero, Micheal Coiro, dando el pésame a Ruggiero por la muerte de su hermano, y luego diciendo: "Gene encontró la heroína". El hecho de hablar de heroína tras la muerte de Salvatore y la conexión con un pariente de la familia Gotti acaparó la atención de los agentes del FBI que investigaban. La investigación sobre Ruggiero de repente prometía llevar a la acusación de los principales operativos de la familia.
Ruggiero era conocido como un parlanchín constante, con su apodo de "quack quack" ("charlatán"), que comentaba todo lo que ocurría a su alrededor. Todos los que le visitaban tenían que soportar un sinfín de cotilleos, quejas e indiscreciones en general. La muerte de su hermano Salvatore afectó mucho a Ruggiero, que a menudo fue escuchado en las grabaciones del FBI en su casa de Cedarhurst, Nueva York, hablando con nostalgia de su hermano a Gerlando Sciascia y Joseph LoPresti, sus dos socios en el tráfico de drogas. A diferencia de su hermano Salvatore, que se hizo multimillonario gracias a su exitosa operación de tráfico de drogas a gran escala, Ruggiero nunca pasaría de ser un rico mafioso de la calle. Más tarde le dijo a Joseph LoPresti: "Sabes que perdí a mi hermano. Me dije a mí mismo: "Tengo que emborracharme". Me tomé dos vodkas... Entré en mi habitación, cerré la puerta y lloré..." Los micros también escucharon a Angelo decir lo difícil que fue aceptar la muerte de su hermano porque el cuerpo estaba en "putos pedazos". Añadió: "Si le hubieran disparado en la cabeza y lo hubieran encontrado en la calle, eso es parte de nuestra vida, podría aceptarlo".

## Desencuentro con John Gotti y muerte
Desde la cárcel, Gotti ordenó el asesinato de Robert DiBernardo por parte de Gravano. Tanto DiBernardo como Ruggiero habían estado compitiendo por suceder a DeCicco como subjefe hasta que Ruggiero acusó a DiBernardo de desafiar el liderazgo de Gotti. Cuando a Ruggiero, también acusado, se le revocó la fianza por su comportamiento agresivo en las audiencias preliminares, un frustrado Gotti ascendió a Armone a subjefe.
Después de que el primer caso de tráfico de heroína contra Ruggiero, Gene Gotti y John Carneglia terminara en un juicio nulo, debido a la manipulación del jurado, Ruggiero permaneció en detención federal, con su fianza aún revocada, para el segundo juicio. Este también resultó en un juicio nulo, de nuevo por sospecha de manipulación del jurado. Para el tercer juicio, en 1989, Ruggiero fue finalmente liberado bajo fianza y actuó como acusado en el caso. Tenía un cáncer de pulmón terminal. Más tarde, sus socios en el tráfico de drogas Gene Gotti y John Carneglia fueron declarados culpables y condenados a 50 años. Sammy Gravano se enteró entonces de que John quería hacer asesinar a Ruggiero por haberse dejado grabar por el FBI. Gravano convenció a Gotti de que, como Ruggiero se estaba muriendo de cáncer, no merecía la pena llevar a cabo la ejecución. En su lugar, John despojó a Ruggiero de su rango de caporegime de la banda de Bergin y lo apartó de todas las actividades criminales.
Después de convertirse en testigo del gobierno para evitar el enjuiciamiento, el ex subjefe Gravano informó que, durante los últimos meses de la vida de Ruggiero, tanto él como Gene Gotti instaron a John a visitar a su amigo de la infancia casi muerto. Gotti se negó a ver a su otrora leal soldado y amigo porque todavía estaba enfadado por las actividades delictivas de Ruggiero que se grabaron en las escuchas telefónicas.
El lunes 4 de diciembre de 1989, Angelo Ruggiero murió de cáncer en Howard Beach, Queens, a la edad de 49 años.
Su hijo y tocayo, Angelo Ruggiero Jr., y el sobrino paterno de Ruggiero Sr., Salvatore Ruggiero Jr., seguirían más tarde a sus padres en la "carrera" del crimen organizado. Angelo Jr. fue condenado por hurto mayor en mayo de 1998 y enviado a prisión de uno a tres años.

## Interpretaciones en cine y televisión
- Es interpretado por el actor Vincent Pastore en la película para televisión de HBO Gotti (1996).
- Es interpretado por el actor Johnny Williams en la película para televisión Witness to the Mob (1998).
- Es interpretado por el actor Vito Rezza en la película para televisión de TNT Boss of Bosses (2001).
- Es interpretado por Pruitt Taylor Vince en la película Gotti (2018).[6]